# 漢諾威 (新罕布什爾州普查規定居民點)
漢諾威（英語：Hanover）是位於美國新罕布什爾州格拉夫頓縣的普查規定居民點。

## 人口
根據2020年美國人口普查的數據，漢諾威的面積為12.71平方千米，當中陸地面積為11.71平方千米，而水域面積為0.99平方千米。當地共有人口9078人，而人口密度為每平方千米714.24人。